# Zoothera aurea
El zorzal de White (Zoothera aurea) es una especie de ave paseriforme de la familia Turdidae propia de Asia.  Su nombre común conmemora al naturalista inglés Gilbert White. Anteriormente se consideraba una subespecie del zorzal dorado del Himalaya.

## Descripción
El zorzal de White mide entre 27–31 cm de largo. Su plumaje presenta escamado negro sobre un fondo blanco o crema amarillento. La principal forma de identificarlo en vuelo es la banda negra en la parte inferior de las alas blanca, una característica que comparte con el zorzal siberiano. Ambos sexos tienen un aspecto similar.

## Comportamiento
Es de gran tamaño y contrastadas «escamas». Salta y busca comida en el suelo del bosque, camuflado por su coloración moteada. El macho emite un canto armonioso y variado de poco alcance. Cría en los bosques templados fríos del centro y este de Eurasia y migra a los bosques y selvas del Sudeste Asiático para invernar. Las hembras colocan sus nidos en horcaduras, en estratos forestales intermedios.

## Distributición y hábitat
Cría en los bosques de coníferas de la taiga de Asia, además de Japón y el suroeste del subcontinente indio, Sumatra, Java y las islas menores de la Sonda occidentales. Las poblaciones norteñas son migratorias, y se desplazan al sur de China y el sudéste asiático en invierno.